# Billie Jean
Billie Jean è una canzone scritta, composta e interpretata dal cantante statunitense Michael Jackson e prodotta insieme a Quincy Jones, pubblicata il 2 gennaio 1983 come secondo singolo estratto dal suo sesto album in studio, Thriller.
La canzone, che risulta essere la più conosciuta e famosa dell'artista, riscosse un grande successo commerciale riuscendo, infatti, a raggiungere la prima posizione della Billboard Hot 100, dove rimase per sette settimane consecutive, e della Hot R&B/Hip-Hop Songs, restandovi per ben nove settimane di seguito. Negli Stati Uniti ricevette due Grammy Award nel 1984 come "Miglior interpretazione vocale R&B maschile" e "Miglior canzone R&B", oltre a due nomination nelle categorie di "Registrazione dell'anno" e "Canzone dell'anno". Agli American Music Awards 1984 vinse il premio come "Miglior canzone Pop/Rock". Fu inoltre votata come "Miglior singolo dell'anno" dal The Village Voice, venne inserita alla numero uno della classifica delle migliori canzoni realizzate dal 1980 al 2005 dal periodico Blender e definita come "Miglior canzone degli anni Ottanta" dalla rivista Q nel 2006. La rivista Rolling Stone nel 2004 la inserì invece al 58º posto nella sua lista dei 500 migliori brani musicali nella storia della musica.
Conquistando la vetta della classifica di Billboard il 5 marzo 1983, Jackson divenne il primo artista a occupare contemporaneamente quattro classifiche pop e rhythm and blues di Billboard, rimanendo al vertice per sei settimane consecutive, un record imbattuto tra gli artisti maschili. La popolarità della canzone, inoltre, convinse i programmatori dell'allora neonata rete musicale MTV ad aggiungere il videoclip della canzone alla rotazione, nonostante la rete fosse ancora refrattaria a trasmettere video di artisti di colore. Nel 2021, lo stesso videoclip ha superato il miliardo di visualizzazioni su YouTube, diventando il primo video di Jackson a raggiungere questo traguardo.
Nel 2022 la RIAA ha certificato il singolo disco di diamante per aver fatto registrare vendite superiori ai 10 milioni di unità nei soli Stati Uniti. Il brano ha venduto una stima di oltre 20 milioni di copie in tutto il mondo e risulta il singolo di Michael Jackson più venduto nella sua carriera musicale.

## Descrizione

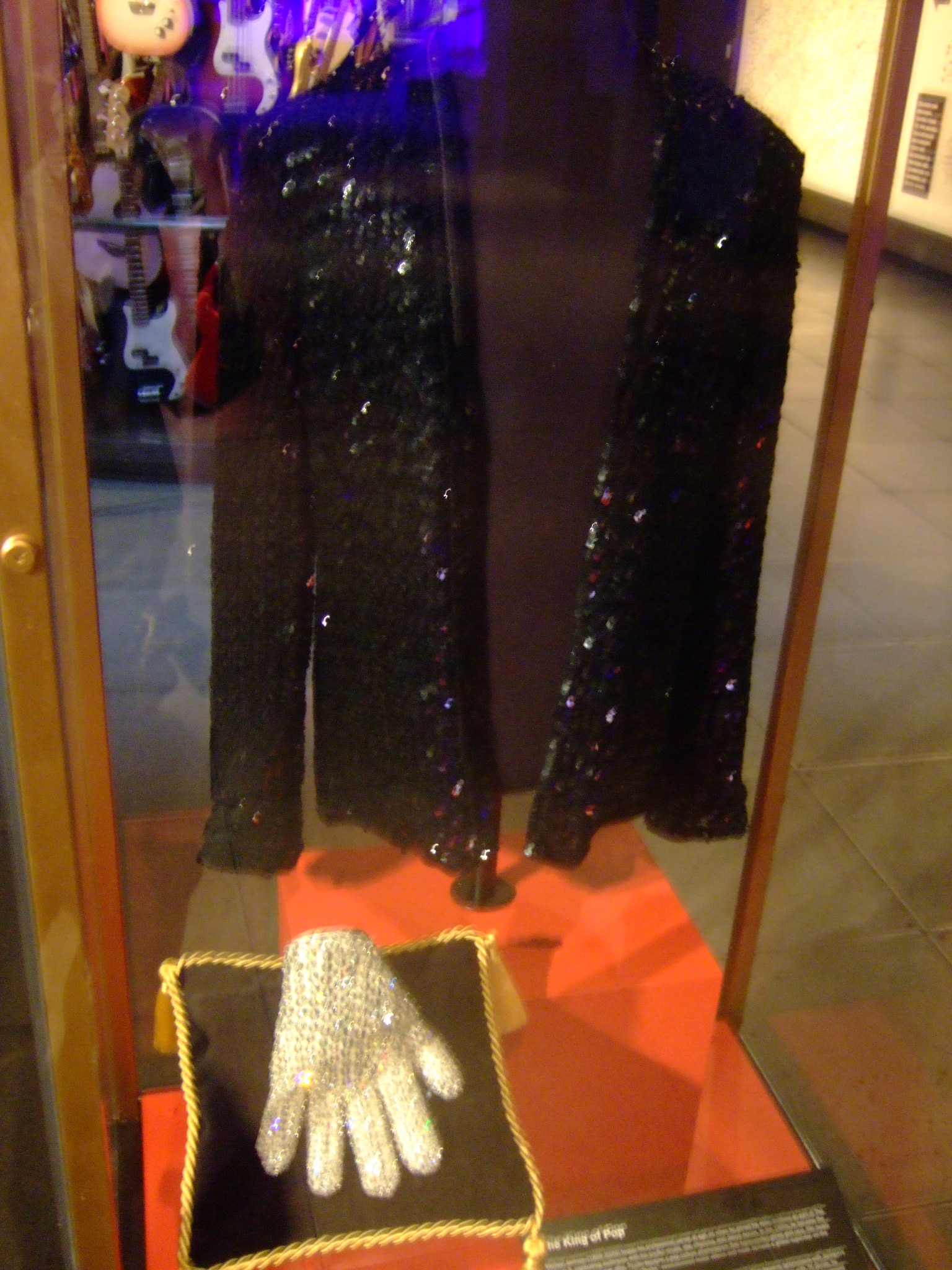
Una delle giacche e uno dei guanti indossati da Jackson durante le varie esibizioni live di Billie Jean

### Il testo
Michael Jackson intraprese la composizione del testo di Billie Jean ispirato da alcune vicende di natura personale. Negli anni sono nate molte leggende intorno all'ispirazione della canzone con conseguenti discordanti versioni dei fatti; secondo la versione più diffusa, nel 1981, durante il Triumph Tour con i Jacksons, una donna (in seguito si scoprì essere una stalker) accusò Jackson di non riconoscere la paternità del figlio. Dichiarò di chiamarsi "Billie Jean Jackson" e affermò di essere sposata segretamente con il cantante. La donna, anni dopo, fu ricoverata in un ospedale psichiatrico. In un'intervista del 1996, Jackson disse che ne aveva conosciute molte di donne come "Billie Jean" che erano state groupies dei Jacksons: «Ogni ragazza dichiarava che uno dei loro bambini era figlio di uno dei miei fratelli...» rivelò il cantante. La storia della ragazza pare fosse vera ma, secondo altre ricostruzioni, pare non essere riferita a Michael, bensì a suo fratello Randy, accusato di essere il padre di due gemelli concepiti dalla Billie Jean in questione; nella sua autobiografia Moonwalk, Michael disse espressamente che la canzone era rivolta a uno dei fratelli. In seguito, però, alcuni suoi collaboratori fecero intendere più volte che l'accaduto riguardasse proprio Michael. Pare fosse stata opera del suo manager di allora, Frank DiLeo, per attirare maggiore attenzione sull'artista.
Il personaggio di Billie Jean è anticipato da due linee del testo di Wanna Be Startin' Somethin', traccia d'apertura dell'album Thriller; dal testo risulta evidente come il cantante cerchi di far capire che la ragazza immaginaria sia una bugiarda che tenta di infastidirlo e che parla senza considerare quello che sta dicendo:
(Versi anticipatori di Wanna Be Startin' Somethin'.)

### Composizione
Secondo un'intervista rilasciata al giornalista Martin Bashir nel 2002 per il documentario Living with Michael Jackson, il cantante dichiarò che iniziò a comporre il pezzo mentre guidava in macchina su Ventura Boulevard, a Los Angeles, e che qualche giorno dopo la canzone gli apparve in testa già completa di arrangiamenti. In seguito incise una prima demo della canzone nello studio di registrazione personale della tenuta della famiglia Jackson a Hayvenhurst Avenue, a Encino, nell'autunno del 1981 (che verrà pubblicata nel 2001 nella Special Edition dell'album Thriller e nelle versioni deluxe digitali di Thriller 25 nel 2008 e di Thriller 40 nel 2022). Quando presentò il pezzo a Quincy Jones, il produttore non gradì il titolo e gli propose di rinominarla Not My Lover, perché era convinto che la gente avrebbe pensato altrimenti che l'artista si riferisse alla nota tennista Billie Jean King. Jones, inoltre, sosteneva che l'introduzione troppo lunga non potesse funzionare. Jackson, però, rispose che era proprio quel giro di basso a fargli venire voglia di ballarci sopra. Alla fine Jackson la spuntò su entrambe le questioni: mantenne sia il titolo sia l'introduzione e il successo strepitoso ottenuto dal brano gli diede piena ragione.

### Registrazione
La leggenda vuole che Jackson abbia registrato la voce principale in un'unica sessione, ma fu l'arrangiamento a rendere questa canzone unica nella storia della musica: Jackson disse che aveva voluto scrivere «un giro di basso perfetto» e che ci lavorò per un paio di settimane prima di realizzare la base. Jackson curò anche l'ordine dell'arrangiamento della batteria e del sintetizzatore e, con l'aiuto del suo collaboratore Jerry Hey, degli archi, dei corni e del multi-tracking. Con la sua voce a fare il resto, Jackson completò le registrazioni di Billie Jean una settimana prima dell'uscita dell'album Thriller, fissata dalla Epic Records per il 29 novembre 1982.
Lo storico tecnico del suono di Jackson e Jones, Bruce Swedien, dichiarò che, dopo aver realizzato un primo mix della canzone, fu Jackson a chiedergli di provare a farne un altro: «Ne facemmo un altro, e un altro ancora, fino ad arrivare al mix numero 80. Tuttavia, Michael, che era molto legato a questa canzone, non era ancora soddisfatto. Così, arrivammo al mix numero 91!» a quel punto intervenne Quincy Jones che, dopo che avevano tutti ascoltato il mix finale restando poco entusiasti, gli suggerì: «Torniamo indietro e riascoltiamo il mix numero due», Swedien dichiarò: «Lo abbiamo fatto, e ci ha sconvolti tutti! Avevo mixato la canzone talmente tanto da rischiare di rovinarla. Quel mix di Billie Jean spazzò via gli altri 90 in un lampo, e fu proprio quello che finì su Thriller».

## Promozione

### Video musicale
Nel 1981 negli Stati Uniti era nata MTV, la prima emittente televisiva a trasmettere solo video musicali tutto il giorno, che riscosse subito un grande successo, soprattutto tra i giovani. Jackson vide del potenziale nella nuova emittente e, nei primi mesi del 1983, decise di realizzare un videoclip per promuovere il secondo singolo di Thriller, Billie Jean, sperando che la neonata rete televisiva lo mandasse in onda, nonostante fino ad allora la rete non avesse mai trasmesso video di artisti di colore. MTV era infatti più concentrata sulla musica di artisti bianchi come i Duran Duran, Peter Gabriel, The Clash, Blondie, Genesis e Billy Idol. Al rifiuto di MTV di trasmettere il video, Walter Yetnikoff, l'allora presidente della Epic/CBS Records, informò il presidente della rete che se Billie Jean non fosse stato trasmesso, la casa discografica non avrebbe dato l'autorizzazione a trasmettere nemmeno nessuno dei video dei suoi artisti non di colore, Billy Joel, Culture Club, Wham!, Cyndi Lauper e tanti altri. Messa sotto pressione, MTV alla fine decise di mandare in onda il video, che fu trasmesso per la prima volta il 10 marzo 1983, ottenendo subito grandi ascolti.
Diretto dal regista britannico Steve Barron allo studio 2 dei Red Studios di Hollywood, il video di Billie Jean è molto suggestivo, ricalcando solo vagamente il testo della canzone. Nelle immagini troviamo un Jackson solitario che cammina per le strade di una città deserta di un ipotetico futuro, ispirato alle atmosfere neo-noir del film Blade Runner dell'anno precedente, mentre il suolo si illumina ai suoi passi (una sorta di richiamo al successo e alla fama dell'artista). Un petulante stalker, di professione reporter (a rappresentare la stampa scandalistica che iniziava proprio in quegli anni a infastidire il cantante con presunti scoop e gossip), perseguita Jackson, perdendo però l'occasione di fotografarlo a letto con una ragazza perché il cantante si dissolve nel nulla.
Nel 1999, intervistato da MTV, dalla quale Thriller venne premiato come "Miglior video mai realizzato", alla domanda del giornalista che gli chiedeva come mai il video di Billie Jean avesse così poco a che vedere con il testo della canzone, il cantante commentò così:
(Michael Jackson, intervista rilasciata ad Alex Colletti di MTV l'8 dicembre 1999)
Il video, grazie alle sue coreografie e al talento straordinario di Jackson, rivoluzionò completamente il modo di fare videoclip conosciuto fino ad allora e creò rapidamente uno stereotipo del quale Jackson fu un emblema. Lo stile cinematografico fu poi ripreso, riadattato e migliorato nella successiva clip di Beat It.
A causa delle numerose richieste e degli alti indici di ascolto, MTV cominciò a trasmetterlo a rotazione, facendo di Michael Jackson il primo artista di colore a promuovere un video su quell'emittente. Il produttore Quincy Jones commentò il sodalizio tra Jackson e MTV dicendo che i due «si sono sfruttati a vicenda per la gloria». Successivamente, grazie all'impatto di Jackson, l'emittente promosse altri artisti di colore come Prince, The Pointer Sisters, Rick James, Lionel Richie e Run DMC. Jackson fu la prima – e per molti ancora la più grande – pop megastar a emergere dal network. Ciò spianò la strada a molti artisti famosi come Madonna, Cyndi Lauper e, nel giro di qualche anno, anche alla sorella Janet Jackson, i quali costruirono molto la loro carriera sui video musicali.
Il 10 giugno 2021 il videoclip ufficiale del brano raggiunse lo storico traguardo di 1 miliardo di visualizzazioni su YouTube, diventato il primo video di Jackson a toccare questa quota.

### Esibizione alMotown 25

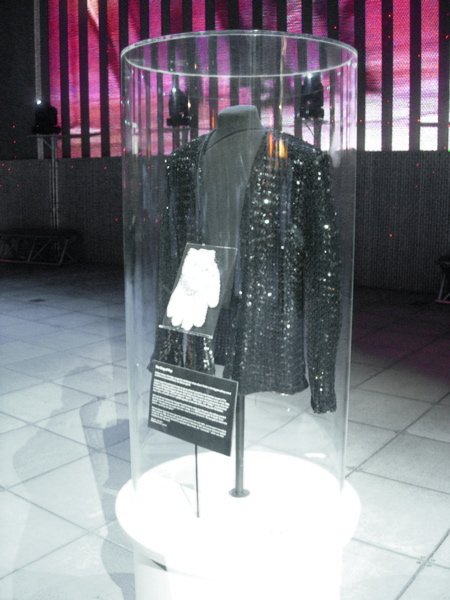
La giacca e il guanto indossati da Jackson al Motown 25

Il video musicale e, in particolar modo, la sua diffusione attraverso MTV, contribuirono alla diffusione di Billie Jean e alla sua consacrazione alle masse come inno jacksoniano, ma il 16 maggio 1983 Michael stabilì un nuovo record di ascolti per una storica interpretazione dal vivo di Billie Jean, durante uno spettacolo per festeggiare i 25 anni dalla fondazione della Motown Records, etichetta discografica con cui debuttarono Michael e i suoi fratelli, denominato Motown 25: Yesterday, Today, Forever.
Per coloro che non possedevano la TV via cavo o non guardavano MTV, quella fu la prima occasione di vedere Jackson in televisione. Dopo essersi esibito con i fratelli in un medley dei Jackson 5, Michael rimase da solo sul palco: indossava una giacca nera di paillettes, pantaloni con l'orlo corto che lasciavano intravedere delle calze bianche, dei mocassini neri e un guanto bianco tempestato da milleduecento strass alla mano sinistra. Dopo aver brevemente parlato col pubblico raccolse da terra un cappello nero di feltro e cominciò a esibirsi sulle note di Billie Jean. Quell'abbigliamento divenne celebre, tanto che Jackson lo riutilizzò in ogni reinterpretazione della canzone nei concerti degli anni a venire. Durante questo brano il cantante eseguì per la prima volta il passo di danza detto "moonwalk" ("camminata sulla luna"), per il quale divenne altrettanto celebre (a seconda delle versioni, il passo fu inventato da Bill Bailey, un ballerino statunitense di tip-tap, o dal mimo francese Marcel Marceau, che inizialmente gli diede il nome di "backslide", ma versioni più rudimentali del passo erano state eseguite anche dagli Electric Boogaloos, da Cab Calloway, James Brown, Damita Jo Freeman, Casper and Cooley, Jeffrey Daniel, Mr. Bojangles, Bob Fosse e da Shields and Yarnell). Lo stesso Jackson raccontò in più di un'intervista di averlo imparato, e poi perfezionato, dai ragazzi neri di strada. Nonostante questo il moonwalk è ormai associato inequivocabilmente a Jackson ed è diventando l'emblema del suo stile di ballo e simbolo della canzone stessa.
Durante quella prima esibizione di Jackson, nel pubblico in sala si scatenò l'entusiasmo. Il giornalista Christopher Smith del Los Angeles Times, che era presente, scrisse:
La danza è stata la parte clou della sua performance. Fino a quel momento, non avevo mai immaginato Michael Jackson come artista adulto. Il suo esile corpo si muoveva agilmente e i movimenti eseguiti erano perfetti al millesimo di secondo – movimenti stupefacenti da rimanere ammaliato. Il debutto del moonwalk ha riacceso di nuovo le grida del pubblico – infatti, nella hall, più tardi le persone tentavano, senza riuscirci, di imitare quel movimento.»
Un altro giornalista presente, Steven Ivory, disse che:
I fan di Jackson furono tutti felicissimi di vederlo di nuovo sul palco dal vivo. Ma i fan di Jackson e di razza nera, furono inondati da un senso di orgoglio culturale che non era solo per la musica ma per il fatto di entrare a far parte della storia musicale americana. Quei cinque minuti di Jackson, da solo sul palco, in qualche modo e allo stesso tempo hanno inorgoglito l’intera razza – in ogni caso, ottenne ai suoi piedi l’intera sala del Pasadena Civic. La registrazione dello spettacolo, dopo la fine dell’esibizione di Jackson, fu momentaneamente interrotta per consentire all’intera produzione e al pubblico in sala di riacquisire la sua calma. Era come se Jackson avesse lanciato una "bomba di emozione" nel pubblico e lo avesse lasciato stordito e incapace di gestire quel flusso di energia. Dagli altoparlanti una voce pregò il pubblico di calmarsi e riprendere posto. Le persone si asciugavano le lacrime agli occhi, si abbracciavano. Avevamo appena assistito ad una cerimonia d'incoronazione!»
Il giorno seguente alla messa in onda, il celebre attore e ballerino Fred Astaire, uno degli idoli di Jackson, chiamò il cantante per congratularsi, dicendogli:
Jackson lo descrisse come «il più grande complimento della mia vita».
L'evento fu seguito in televisione da circa 50 milioni di telespettatori. La stampa definì Jackson «il nuovo Sinatra» ed «elettrizzante come Elvis». Dopo l'esibizione al Motown 25, l'album Thriller incrementò le vendite in maniera esponenziale, stabilendo un record nelle vendite mai raggiunto prima di allora e mai più superato.

### La versione per lo spot della Pepsi
Nel 1984 la Pepsi-Cola firmò un contratto milionario con Jackson per una serie di spot pubblicitari. Nelle prime due pubblicità fu usata una versione di Billie Jean col testo cambiato, chiamata Pepsi Generation. Nel primo spot, assieme a Jackson e ai suoi fratelli, apparve un giovane Alfonso Ribeiro, divenuto celebre anni dopo per il personaggio di Carlton Banks nella sit-com Willy, il principe di Bel-Air al fianco di Will Smith.
La nuova versione "Pepsi" di Billie Jean ottenne molto successo, anche se non venne mai pubblicata. Durante lo spot successivo, sempre con i fratelli, questa volta raffigurati durante un concerto, i capelli del cantante si incendiarono accidentalmente a causa di alcuni effetti pirotecnici esplosi in anticipo, causandogli ustioni di secondo e terzo grado al cuoio capelluto.

### Interpretazioni dal vivo
Dopo la prima esibizione al Motown 25, Jackson interpretò il pezzo per la prima volta assieme ai fratelli durante tutte le tappe del loro Victory Tour del 1984. In seguito lo interpretò in tutte le tappe delle sue tournée da solista, ovvero nel Bad World Tour (1987/'89), nel Dangerous World Tour (1992/'93) e nell'HIStory World Tour (1996/'97). Il cantante interpretò la canzone anche in alcune esibizioni speciali come durante l'Halftime Show del Super Bowl XXVII nel 1993 e durante gli MTV Video Music Awards 1995. Venne inoltre interpretata dall'artista ai concerti speciali Michael Jackson & Friends del 1999 e 30th Anniversary Celebration del 2001. Billie Jean venne provata un'ultima volta dall'artista, durante un soundcheck, il 23 giugno 2009 per i concerti This Is It che non ebbero mai luogo a causa della sua prematura scomparsa avvenuta il 25 giugno 2009.

## Billie Jean 2008
Nel 2008 la canzone fu remixata da Kanye West e inserita nell'album celebrativo Thriller 25. Il singolo fu pubblicato a fine anno solo in alcuni mercati ed entrò in classifica solo in alcuni paesi.

## Reinterpretazioni e parodie
- Nel 1983 i Club House pubblicarono Do It Again Medley with Billie Jean, un precursore del genere mash-up, mixando Billie Jean con la canzone degli Steely Dan Do It Again, uscita nel novembre 1972. Il brano ebbe molto successo sia in Europa sia negli Stati Uniti.
- Nel 1983, il gruppo musicale italiano Pink Project realizzò un remix, chiamato "B Project", che era di fatto un mix tra "Billie Jean" di Michael Jackson e "Jeopardy", hit dello stesso anno di The Greg Kihn Band
- Mina, ne inserì una sua versione nell'album Ti conosco mascherina del 1990.
- Nel 1995 la London Synphonic Orchestra realizzò un album con versioni orchestrali dei brani di Jackson, nel quale Billie Jean è il primo nella scaletta.[48]
- Il gruppo rock demenziale romano Gnometto band utilizzò la base della canzone per comporre Big Jim, pezzo dedicato al famoso giocattolo della Mattel.
- All'inizio del video musicale di Eminem Just Lose It un finto Michael Jackson entra in un locale e sotto ogni suo passo un pezzo di pavimento s'illumina. Chiaro riferimento a Billie Jean.
- La canzone fu remixata senza autorizzazione da Bushwacka! e pubblicata in un bootleg nel 2001, divenendo un successo nelle discoteche.
- La versione strumentale fu remixata da Paul B insieme a delle aggiunte vocali di Eminem con il titolo Without Billie Jean. Ne esiste anche una versione con aggiunte vocali di DMX dal titolo No Love for Billie Jean.
- Ian Brown reinterpretò il brano come aveva già fatto con Thriller e uscì come singolo.
- Fu reinterpretato anche da Chris Cornell durante un concerto a Stoccolma (Svezia), parte del tour promozionale del nuovo album degli Audioslave Revelations.
- Il gruppo punk tedesco The Bates ne fece una propria versione nel 1995 accompagnata dalle immagini del film di Alfred Hitchcock Psycho.
- Il cantautore dell'Irlanda del Nord Foy Vance ne registrò una versione dal vivo per i suoi EP Live Sessions e The Birth of the Toilet Tour.
- Nel 2006 Gennaro Cosmo Parlato reinterpretò il brano inserendolo nell'album Remainders[49].
- Chris Cornell, leader del gruppo musicale Soundgarden ed ex componente degli Audioslave, ne fece una sua versione e la inserì nel suo album da solista Carry on, pubblicato il 25 maggio 2007.
- Nell'anno 2011 Giacomo Bucci arrangiò i brani di Michael Jackson realizzandone l'EP The King of Pop for Orchestra e inserendo Billie Jean come prima traccia[50].
- Nell'anno 1992 Leone di Lernia realizza la parodia dal titolo Luigino inserendolo nell'album Leone Super Dance

## Tracce

### Versione 7"
1. Billie Jean (Album Version) – 4:54 (Michael Jackson)
2. It's the Falling in Love (Album Version) – 3:48 (Carole Bayer Sager, David Foster) – duetto con Patti Austin

Durata totale: 8:42

### Versione 7" Stati Uniti
1. Billie Jean (Album Version) – 4:54 (Michael Jackson)
2. Beat It (Album Version) – 4:18 (Michael Jackson)

Durata totale: 9:12

### Versione 12"
1. Billie Jean (12" Mix) – 6:20 (Michael Jackson)
2. Billie Jean (Instrumental) – 6:20 (Michael Jackson)

Durata totale: 12:40

### The Visionary Single(2006)

#### Lato CD
1. Billie Jean (Album Version) – 4:54 (Michael Jackson)
2. Billie Jean (Original 12" Edit) – 6:23 (Michael Jackson)

Durata totale: 11:17

#### Lato DVD
1. Billie Jean (Videoclip) – 4:54 (Michael Jackson)

## Formazione
- Michael Jackson – voce, cori, sintetizzatore Yamaha CS-80
- Michael Boddicker – E-mu Emulator
- Greg Philliganes – Fender Rhodes, sintetizzatore
- Greg Smith – sintetizzatore
- Bill Wolfer – sintetizzatore, programmazione
- David Williams – chitarra ritmica
- Louis Johnson – basso
- Leon "Ndugu" Chancler – batteria
- Jeremy Lubbock – direzione archi
- Tom Scott – lyricon

## Successo commerciale
La canzone dominò la classifica dei singoli di Billboard per sette settimane e quella soul per undici settimane, nove delle quali consecutive. Ma il grande successo non si limitò solo alle posizioni in classifica: gettò le basi del mito jacksoniano che, da quel momento in poi, avrebbe influenzato la cultura musicale e dello spettacolo. Billie Jean fu certificato Disco di platino dalla RIAA nel 1989 e in seguito ricevette altri due Dischi d'oro dallo stesso ente, rispettivamente nel 2005 e nel 2009. Nel 2018 lo certificò cinque volte disco di platino per vendite superiori ai 5 milioni di unità mentre nel 2022 ha ricevuto un Disco di diamante per vendite superiori alle 10 milioni di copie nei soli Stati Uniti.
Il 6 marzo 2006 Billie Jean uscì nuovamente come singolo, come parte del videoalbum Visionary: The Video Singles. Grazie alla raccolta il singolo rientrò nelle classifiche raggiungendo, fra le altre, la posizione numero 11 in Regno Unito, la numero 7 in Italia e la 1 in Spagna.
Nel 2009, a causa della morte di Michael Jackson, avvenuta il 25 giugno, che causò un aumento esponenziale delle vendite dei suoi album e singoli, la canzone rientrò nelle prime posizioni delle classifiche mondiali raggiungendo la numero 2 in Svizzera, la numero 3 in Italia, Paesi Bassi e Svezia e la numero 4 nella classifica dei brani digitali degli Stati Uniti.

## Classifiche

### Classifiche settimanali
| Classifica (1983)     | Posizione massima |
| --------------------- | ----------------- |
| Australia             | 1                 |
| Austria               | 2                 |
| Belgio (Fiandre)      | 1                 |
| Canada                | 1                 |
| Europa                | 1                 |
| Finlandia             | 2                 |
| Francia               | 1                 |
| Germania              | 2                 |
| Irlanda               | 1                 |
| Italia                | 1                 |
| Norvegia              | 6                 |
| Nuova Zelanda         | 2                 |
| Paesi Bassi           | 4                 |
| Regno Unito           | 1                 |
| Spagna                | 1                 |
| Stati Uniti           | 1                 |
| Stati Uniti (R&B)     | 1                 |
| Sudafrica             | 2                 |
| Svezia                | 2                 |
| Svizzera              | 1                 |
| Classifica (2006)     | Posizione massima |
| Francia               | 45                |
| Irlanda               | 11                |
| Italia                | 7                 |
| Paesi Bassi           | 22                |
| Regno Unito           | 11                |
| Spagna                | 1                 |
| Classifica (2009)     | Posizione massima |
| Australia             | 7                 |
| Austria               | 13                |
| Danimarca             | 8                 |
| Europa                | 10                |
| Europa (digital)      | 5                 |
| Finlandia             | 11                |
| Germania              | 18                |
| Italia                | 3                 |
| Norvegia              | 5                 |
| Nuova Zelanda         | 15                |
| Paesi Bassi           | 3                 |
| Regno Unito           | 10                |
| Spagna                | 4                 |
| Stati Uniti (digital) | 4                 |
| Svezia                | 3                 |
| Svizzera              | 2                 |

### Classifiche di fine anno
| Classifica (1983) | Posizione |
| ----------------- | --------- |
| Australia         | 4         |
| Austria           | 9         |
| Belgio (Fiandre)  | 4         |
| Canada            | 9         |
| Francia           | 6         |
| Germania          | 11        |
| Italia            | 7         |
| Nuova Zelanda     | 9         |
| Paesi Bassi       | 13        |
| Regno Unito       | 8         |
| Spagna            | 9         |
| Stati Uniti       | 2         |
| Sudafrica         | 15        |
| Svizzera          | 7         |
| Classifica (2009) | Posizione |
| Paesi Bassi       | 56        |
| Svezia            | 39        |
| Svizzera          | 62        |

### Classifiche di fine decennio
| Classifica (1980-89) | Posizione |
| -------------------- | --------- |
| Stati Uniti          | 18        |